# Veolia Transport Fast Ferries
Veolia Transport Fast Ferries (oorspronkelijk BBA Fast Ferries) was tot 31 december 2014 de exploitant van de OV-tewaterverbinding in de vorm van een fiets- en voetveer over de Westerschelde tussen Vlissingen en Breskens. Het was een onderdeel van Veolia Transport Nederland.
De opvolger is sindsdien Westerschelde Ferry, een dochteronderneming van de Provincie Zeeland.
Er wordt gebruikgemaakt van twee SWATH's, de Prins Willem-Alexander en de Prinses Máxima, die eigendom zijn van de provincie Zeeland en aan de concessiehouder worden verhuurd.

## Geschiedenis
Veolia Transport Fast Ferries is de exploitant sinds 16 maart 2003. Het begon toen onder de naam BBA Fast Ferries. Op 10 december 2006, met ingang van de nieuwe dienstregeling, is deze naam gewijzigd naar Veolia Transport Fast Ferries.
Tot 2003 was er een veerverbinding in de rijksweg 58 die geëxploiteerd werd door de Provinciale Stoombootdiensten in Zeeland (PSD).
Na de opening van de Westerscheldetunnel op 14 maart 2003 werd het veer Kruiningen – Perkpolder opgeheven. De verbinding Vlissingen – Breskens zou open blijven voor voetgangers en fietsers. De openbare aanbesteding werd gewonnen door het toenmalige BBA Connex.
Sinds 2 mei 2004 worden de huidige veerboten gebruikt. Tot die tijd heeft Veolia Transport de oude PSD-schepen gebruikt.
De OV-chipkaart kan worden gebruikt als vervoerbewijs. Men dient eerst bij een tourniquet in te checken en dan daarna gelijk weer uit te checken waarna de ritprijs wordt verrekend.

## Amsterdam – Velsen
Vanaf 1 januari 2008 zou Veolia Transport Fast Ferries de concessie krijgen voor de veerdienst op het Noordzeekanaal tussen Amsterdam en Velsen. Echter, hiertegen tekende Connexxion bezwaar aan, omdat zij Veolia Transport verweet een niet reële inschrijving te hebben gedaan. De rechter heeft Connexxion gelijk gegeven en besloten dat een deel van de aanbesteding over gedaan zal moeten worden. Provincie Noord-Holland ging, tevergeefs, tegen deze uitspraak in beroep. Na de tweede aanbestedingsronde werd tot 1 januari 2014 de veerdienst verzorgd door Connexxion Fast Flying Ferries.